# Lesemeister
Mit Lesemeister, auch Leszmeister oder Lesmeister, lateinisch lector (claustri), bezeichnete man im Mittelalter und in der Neuzeit einen Lehrer der Theologie und Philosophie in einem Kloster oder einer Klosterschule. Auch im außerklösterlichen Bereich wurde ein Professor an einer Hochschule zuweilen als Lesemeister bezeichnet.
Lesemeister hatten in den Klöstern häufig auch andere Leitungsaufgaben, das Amt des Lesemeisters konnte eine Durchgangsstation zu höheren Ämtern sein. Durch ihre Bildung und Literaturkunde traten Lesemeister auch als Geschichtsschreiber, Schlichter in bedeutenden Streitfällen und zu Zeiten der Reformation als Verfasser von Streitschriften und Bibelinterpretationen in Erscheinung.

## Bekannte Lesemeister
- Albertus Magnus OP (um 1200–1280)
- Heinrich von Isny OFM (1222–1288)
- Albert von Brescia OP († 1314)
- Meister Eckhart OP (um 1260–1328)
- Giselher von Slatheim OP (etwa 1300–1337)
- Berthold von Moosburg OP († nach 1361)
- Hermann Korner OP (etwa 1365–1438)
- Detmar OFM († nach 1395)
- Clevi Fryger OFM († nach 1442)
- Seyfried Fasser OCarm (* um 1400)
- Felix Fabri OP (1438–1502)
- Johannes Pauli OFM (um 1455–1533)
- Johann Eberlin von Günzburg OFM (um 1470–1533)
- Simon Grunau OP (um 1470–1533/1537)
- Thomas Murner OFM (1475–1537)
- Patroklus Römeling OFM (1481–1571)
- Sebastian Hofmeister OFM (1494–1533)
- Hans Tausen (1494–1561)
- Paolo Sarpi (1552–1623)
- Bartolomeo Alberto Cappellari OSBCam, 1790 als Fr. Mauro Lesemeister, ab 1831 Papst Gregor XVI.